# Chasmocarcinidae
Famille
Les Chasmocarcinidae sont une famille de crabes. Elle comprend 35 espèces actuelles et onze fossiles dans 14 genres dont cinq fossiles.

## Liste des genres
Chasmocarcininae Serène, 1964
- Camatopsis Alcock & Anderson, 1899
- Chasmocarcinops Alcock, 1900
- Chasmocarcinus Rathbun, 1898
- Hephthopelta Alcock, 1899
- Raoulia Ng, 1987
- Typhlocarcinodes Alcock, 1900
- †Collinsius Karasawa, 1993
- †Falconoplax Van Straelen, 1933
- †Gillcarcinus Collins & Morris, 1978
- †Mioplax Bittner, 1884
- †Orthakrolophos Schweitzer & Feldmann, 2001

Megaesthesiinae Števčić, 2005
- Megaesthesius Rathbun, 1909

Trogloplacinae Guinot, 1986
- Trogloplax Guinot, 1986
- Australocarcinus Davie, 1988

## Référence
- Serène, 1964 : Redescription du genre Magasthesius Rathbun et definition des Chasmocarcininae, nouvelle sous-famille des Goneplacidae (Decapoda, Brachyura). Crustaceana, vol. 7, p. 175–187.

## Sources
- Ng, Guinot & Davie, 2008 : Systema Brachyurorum: Part I. An annotated checklist of extant brachyuran crabs of the world. Raffles Bulletin of Zoology Supplement, n. 17 p. 1–286.
- De Grave & al., 2009 : A Classification of Living and Fossil Genera of Decapod Crustaceans. Raffles Bulletin of Zoology Supplement, n. 21, p. 1-109.